# Platypus (insecte)
Pour les articles homonymes, voir Platypus.
Genre
Platypus est un genre de petits (moins de 5 mm de long) insectes coléoptères nuisibles de la famille des Curculionidae qui vivent en symbiose avec des champignons du groupe Ambrosia. 

## Classification
Le genre Platypus est décrit par l'entomologiste allemand Johann Friedrich Wilhelm Herbst (1743-1807) en 1793.

### Homonymie
À ne pas confondre avec le nom « Platypus » qui, en langue anglaise, désigne l'Ornithorynque, le mammifère australien.

## Présentation
Ces insectes se nourrissent du mycélium de ce champignon du groupe Ambrosia qu'ils recherchent en creusant des galeries, parfois très profondes, dans les bois morts ou moribonds et qu'ils répandent en même temps dans le bois où pousse ce champignon. Des bois nobles comme ceux des chênes peuvent être touchés.

### Espèces
De très nombreuses espèces (plus de 1 000) sont connues selon EOL (20 janv. 2015), y voir la liste.